# Pissonotus delicatus
Pissonotus delicatus är en insektsart som beskrevs av Van Duzee 1897. Pissonotus delicatus ingår i släktet Pissonotus och familjen sporrstritar. Utöver nominatformen finns också underarten P. d. melanurus.